# 全日本女流アマチュア囲碁選手権大会
全日本女流アマチュア囲碁選手権大会（ぜんにほんじょりゅうあまちゅあいごせんしゅけんたいかい）は、囲碁のアマチュア女流棋士日本一を決める大会。1959年から開催。略して女流アマ選手権とも呼ぶ。
- 主催 日本棋院
- 協賛 (33-36回)三浦印刷、(-43回)ライオン、(43-49回))NTTドコモ、(50回-)桜ゴルフ、(54回)日野自動車
- 後援 (37回-)日本囲碁普及振興会、(-46回)日本ペア囲碁協会、(44-46回) IGSパンダネット
- 協力（50回-)伊藤園、(54回-)シーボン

入賞者の他、殊勲賞、敢闘賞を選出する。また優勝者は全日本アマチュア本因坊戦、朝日アマチュア囲碁名人戦（または前身の朝日アマ囲碁十傑戦）への出場資格を得る。31-40回の優勝者は、相鉄杯世界女流アマチュア囲碁選手権戦への出場権を得た。

## 出場選手
各都道府県、地方ブロックの予選の勝ち抜いた代表選手と、シード選手。55回からは126名が出場し、8名ずつ16組の一次リーグを行い、各1位となった16名のトーナメント戦を行う。57回からは6名ずつのリーグで96名が出場。
持ち時間はリーグ40分切れ負け。本戦トーナメント40分、使い切ると1手30秒の秒読み。
小中学生の代表選手も多く、出場後に院生となった者も少なくない。
優勝後に院生やプロ試験を経てプロ棋士となった選手としては、小川誠子、宮下鈴枝、佐野久仁子、金艶、大沢奈留美、富紅梅、潘坤鈺、中島美絵子、向井芳織、石井茜、下坂美織、飛田早紀、新井満涌、岩田紗絵加がいる。また小西和子は27回に3位で敢闘賞、知念かおりは30、31回にベスト16、小林泉美は31回に選手宣誓を務めベスト32、梅沢由香里は37回に3位、藤沢里菜は51回に4位、出口万里子は52回に準優勝、牛栄子は55回に3位入賞。
最多優勝は亀倉芳子、佐藤亜紀子の各5回。

## 過去の優勝者
1. 1959年 岡本伸子（東京）
2. 1960年 大石久子（熊本）
3. 1961年 斎藤松子（栃木）
4. 1962年 大石久子（熊本）
5. 1963年 柳内美恵子（兵庫）
6. 1964年 桑村庚代子（京都）
7. 1965年 小川誠子（愛知）
8. 1966年 井上三七子（京都）
9. 1967年 井上三七子（京都）
10. 1968年 宮下鈴枝（東京）
11. 1969年 井上三七子（京都）
12. 1970年 金井和子（東京）
13. 1971年 金井和子（東京）
14. 1972年 尹希律（韓国）
15. 1973年 戸沢芳子（北海道）
16. 1974年 佐野久仁子（大阪）
17. 1975年 金井和子（東京）
18. 1976年 岡本伸子（東京）
19. 1977年 亀倉芳子（東京）
20. 1978年 亀倉芳子（東京）
21. 1979年 堤加容子（東京）
22. 1980年 亀倉芳子（東京）
23. 1981年 吉江康子（大阪）
24. 1982年 吉江康子（大阪）
25. 1983年 吉江康子（大阪）
26. 1984年 吉江康子（大阪）
27. 1985年 亀倉芳子（東京）
28. 1986年 遠藤啓子（東京）
29. 1987年 亀倉芳子（千葉）
30. 1988年 中村智佳子（神奈川）
31. 1989年 金艶（中国）
32. 1990年 佐藤亜紀子（東京）
33. 1991年 佐藤亜紀子（東京）
34. 1992年 山下千文（千葉）
35. 1993年 佐藤亜紀子（東京）
36. 1994年 佐藤亜紀子（東京）
37. 1995年 佐藤亜紀子（東京）
38. 1996年 佃優子（石川）
39. 1997年 大沢奈留美（埼玉）
40. 1998年 富紅梅（東京）
41. 1999年 潘坤鈺（千葉）
42. 2000年 中島美絵子（東京）
43. 2001年 中島美絵子（東京）
44. 2002年 大沢摩耶（埼玉）
45. 2003年 向井芳織（東京）
46. 2004年 下坂美織（北海道）
47. 2005年 石井茜（関東）
48. 2006年 祷真理子（関東）- 品田渓(東京)
49. 2007年 石井茜（シード）- 林むつみ(東京)
50. 2008年 小田彩子（関東）- 下坂美織（シード）
51. 2009年 吉田美穂（関東）- 林むつみ（シード）
52. 2010年 飛田早紀（関東）- 出口万里子（関東）
53. 2011年 （東日本大震災の影響のため中止）
54. 2012年 新井満涌（関東）- 呉理沙（関東）
55. 2013年 大沢摩耶（埼玉）- 西山静佳（関西）
56. 2014年 藤原彰子（東京・千葉）-  小田彩子（シード）
57. 2015年 藤原彰子（シード） - 久代迎春（東京・千葉）
58. 2016年 大島玲奈（秋田） - 呉理沙（東京・千葉）
59. 2017年 岩田紗絵加（東京・千葉） - 大島玲奈（シード）
60. 2018年 久代迎春（東京・千葉） - 林むつみ（東京・千葉）
61. 2019年 吉田美穂（神奈川） -  	藤原彰子（シード）
62. 2020年 新型コロナウィルス感染拡大防止の為、中止
63. 2021年 内田祐里（埼玉） -  村瀬なつ（東京・千葉）
64. 2022年 久代迎春（シード) - 田中ひかる（栃木）
65. 2023年 大澤摩耶（埼玉） - 宇根川万里江（東京・千葉）
66. 2024年 内田祐里 (シード) - 藤原彰子 (東京・千葉)